# Gare de Périgueux-Saint-Georges
La gare de Périgueux-Saint-Georges est une ancienne gare ferroviaire française de la ligne de Coutras à Tulle, située sur le territoire de la commune de Périgueux, dans le département de la Dordogne, en région Nouvelle-Aquitaine.
C'était une halte de la Société nationale des chemins de fer français (SNCF), desservie jusqu'en 2017 par des trains régionaux du réseau TER Nouvelle-Aquitaine.

## Situation ferroviaire
Établie à 97 mètres d'altitude, la gare de Périgueux-Saint-Georges est située au point kilométrique (PK) 78,080 de la ligne de Coutras à Tulle, entre les gares ouvertes de Périgueux et de Boulazac.

## Histoire
Le tronçon Périgueux – Brive est mis en service en 1860. À la suite du développement du quartier Saint-Georges, à l'est de Périgueux, un mouvement d'opinion favorable à l'établissement d'une gare voit le jour en 1865. L'année suivante, le conseil municipal de Périgueux souhaite une station au Petit-Change, mais ce n'est qu'en 1899 que le projet est approuvé par le ministre des Travaux publics ; il aboutit enfin en 1904. La gare porte donc le nom du quartier où elle est implantée.
Selon les estimations de la SNCF, la fréquentation annuelle de cette gare s'élève à 1 045 voyageurs en 2016 et 1 686 en 2017. En 2017, compte tenu de cette faible fréquentation, la fermeture de la gare est envisagée à la date du 21 juillet par SNCF Mobilités. En effet, depuis décembre de la même année, plus aucun train ne s'y arrête ; l'ancien bâtiment voyageurs avait, quant à lui, été revendu à un artisan en 2013.

## Galerie de photographies

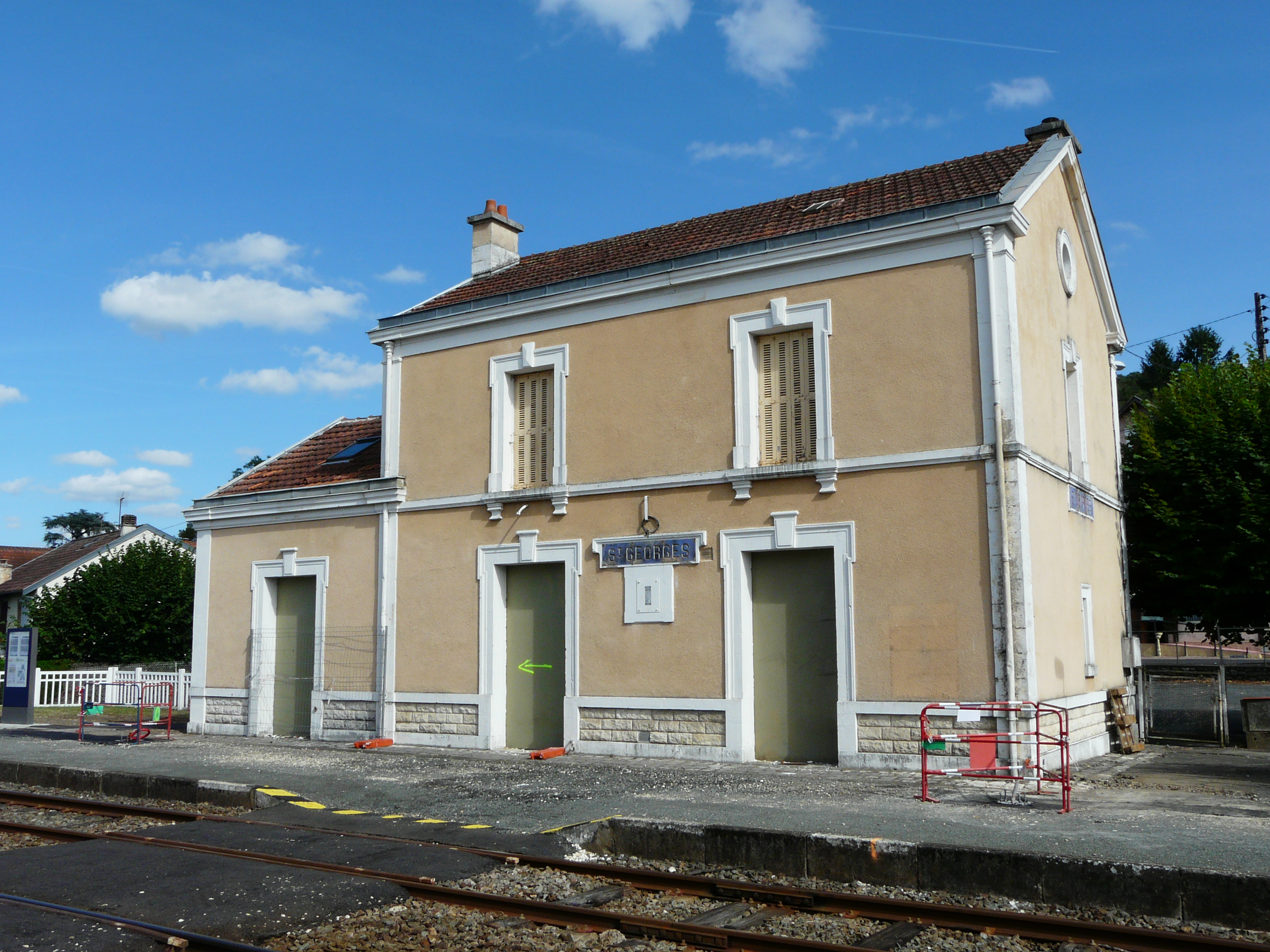
L'ancien bâtiment voyageurs.
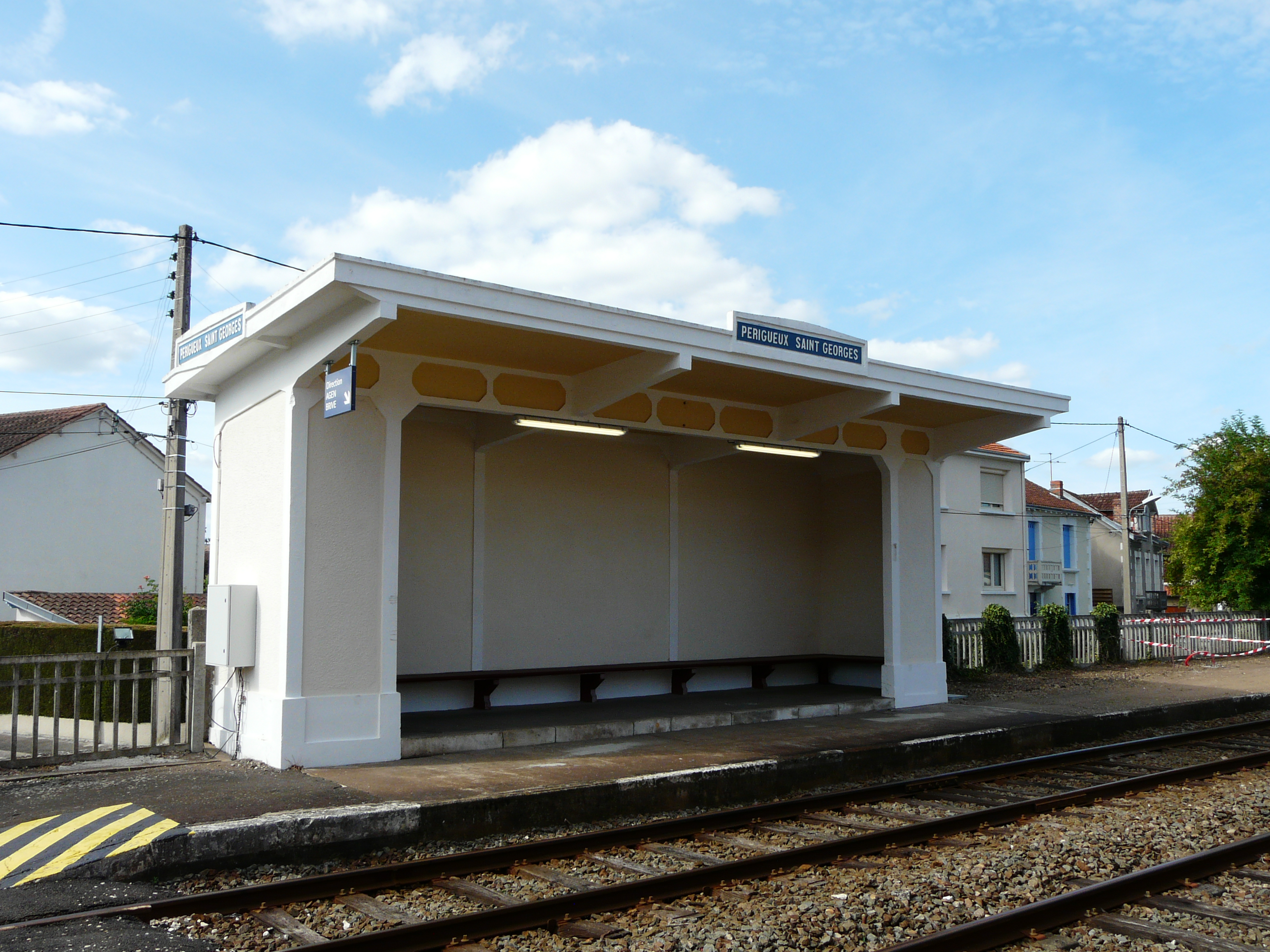
L'abri voyageurs.
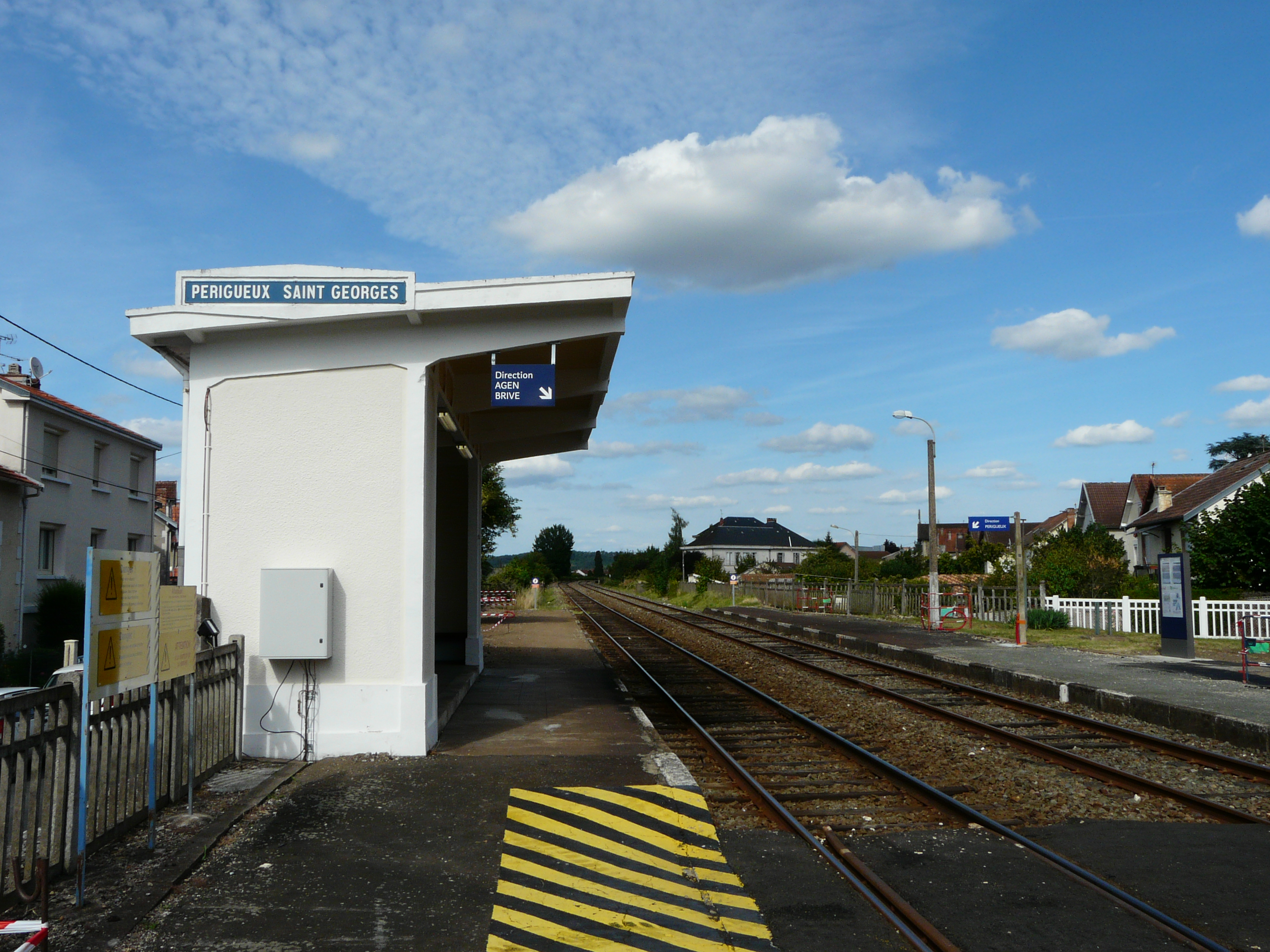
Les voies et les quais.